# António Santos
António Dias dos Santos (Luanda, 3 settembre 1964) è un ex triplista angolano.

## Biografia
Nel 1987 Santos ha preso parte ai Giochi dell'Africa centrale dove ha vinto due medaglie nei salti in estensione e partecipato ai Mondiali di Roma dello stesso anno nel salto in lungo senza segnare alcuna misura utile. Nel 1988, dopo aver segnato il record nazionale del salto triplo vincendo la medaglia d'oro ai Campionati africani in Algeria, Santos ha partecipato ai Giochi olimpici di Seul 1988, non segnando alcun salto utile alla gara.
Trasferitosi nel 1989 in Portogallo per continuarsi ad allenare, dapprima con il Benfica e poi con lo Sporting Portugal dal 1995, Santos ha preso parte ai Mondiali indoor di Siviglia 1991 e alla successiva edizione delle Olimpiadi di Barcellona 1992, fermandosi in entrambe le occasioni in fase eliminatoria.

## Palmarès
| Anno | Manifestazione              | Sede        | Evento         | Risultato | Prestazione | Note             |
| ---- | --------------------------- | ----------- | -------------- | --------- | ----------- | ---------------- |
| 1987 | Giochi panafricani          | Nairobi     | Salto triplo   | 5º        | –           |                  |
| 1987 | Giochi dell'Africa centrale | Brazzaville | Salto in lungo | Argento   | 7,33 m      |                  |
| 1987 | Giochi dell'Africa centrale | Brazzaville | Salto triplo   | Oro       | 15,68 m     |                  |
| 1987 | Mondiali                    | Roma        | Salto in lungo | nm (q)    | nm (q)      |                  |
| 1988 | Campionati africani         | Annaba      | Salto triplo   | Oro       | 16,43 m     | Record nazionale |
| 1988 | Giochi olimpici             | Seul        | Salto triplo   | nm (q)    | nm (q)      |                  |
| 1991 | Mondiali indoor             | Siviglia    | Salto in lungo | dns       | dns         |                  |
| 1991 | Mondiali indoor             | Siviglia    | Salto triplo   | 19º (q)   | 15,49 m     |                  |
| 1992 | Giochi olimpici             | Barcellona  | Salto triplo   | 40º (q)   | 15,48 m     |                  |